# Babka naga
Babka naga, kaspiosoma (Caspiosoma caspium) – gatunek ryby okoniokształtnej z rodziny babkowatych (Gobiidae). Jedyny przedstawiciel rodzaju Caspiosoma. Jest rozpowszechniony w obrębie swego zasięgu i uznawany za niezagrożony. Problemem dla niego jest regulacja wód, przekształcanie estuariów i zmniejszanie akwenów w których następuje mieszanie się wód słodkich i słabo zasolonych. 

## Występowanie
Żyje w dolnych odcinkach rzek oraz ich ujściach uchodzących do północnej części Morza Czarnego, Morza Azowskiego i Kaspijskiego (Dniestr, Dniepr, Don, Kubań, Wołga oraz mniejsze rzeki w tym obszarze). Występuje w wodach słodkich i słabo zasolonych do 10 ‰, pływając w pobliżu dna piaszczysto-mulistego, pokrytego resztkami muszli, zwykle na głębokości 2–8 metrów.

## Cechy morfologiczne
Osiąga 4,5 (5) cm długości. Ciało bez łusek (nagie), lekko bocznie spłaszczone z 2–3 ciemnymi pręgami. Głowa stanowi 25–30% długości ciała.

## Odżywianie
Żywi się niewielkimi, bentonicznymi bezkręgowcami, wrotkami oraz algami.

## Cykl życia i rozród
Ryby żyją prawdopodobnie ok. jednego roku. Nie występują w większych zagęszczeniach. Tarło trwa od maja do sierpnia. Ikra składana jest w pustych muszlach na płytkiej wodzie (zwykle poniżej 1 m głębokości, choć czasem nawet na 20 m), w górnej części ujściowych odcinków rzek. W miejscach rozrodu woda płynie wolno, a na dnie roślinność jest rzadka. Komórka jajowa ma kształt gruszki o długości 4,3 mm i szerokości 1,8 mm, składana jest prawdopodobnie w kilku odstępach czasowych. Podczas tarła samce wyróżniają się ciemniejszą barwą (w stosunku do samic). Płeć męska strzeże gniazda z jajkami.